# Werd (Rottenschwil)
Werd (toponimo tedesco) è una frazione del comune svizzero di Rottenschwil, nel Canton Argovia (distretto di Muri).

## Storia

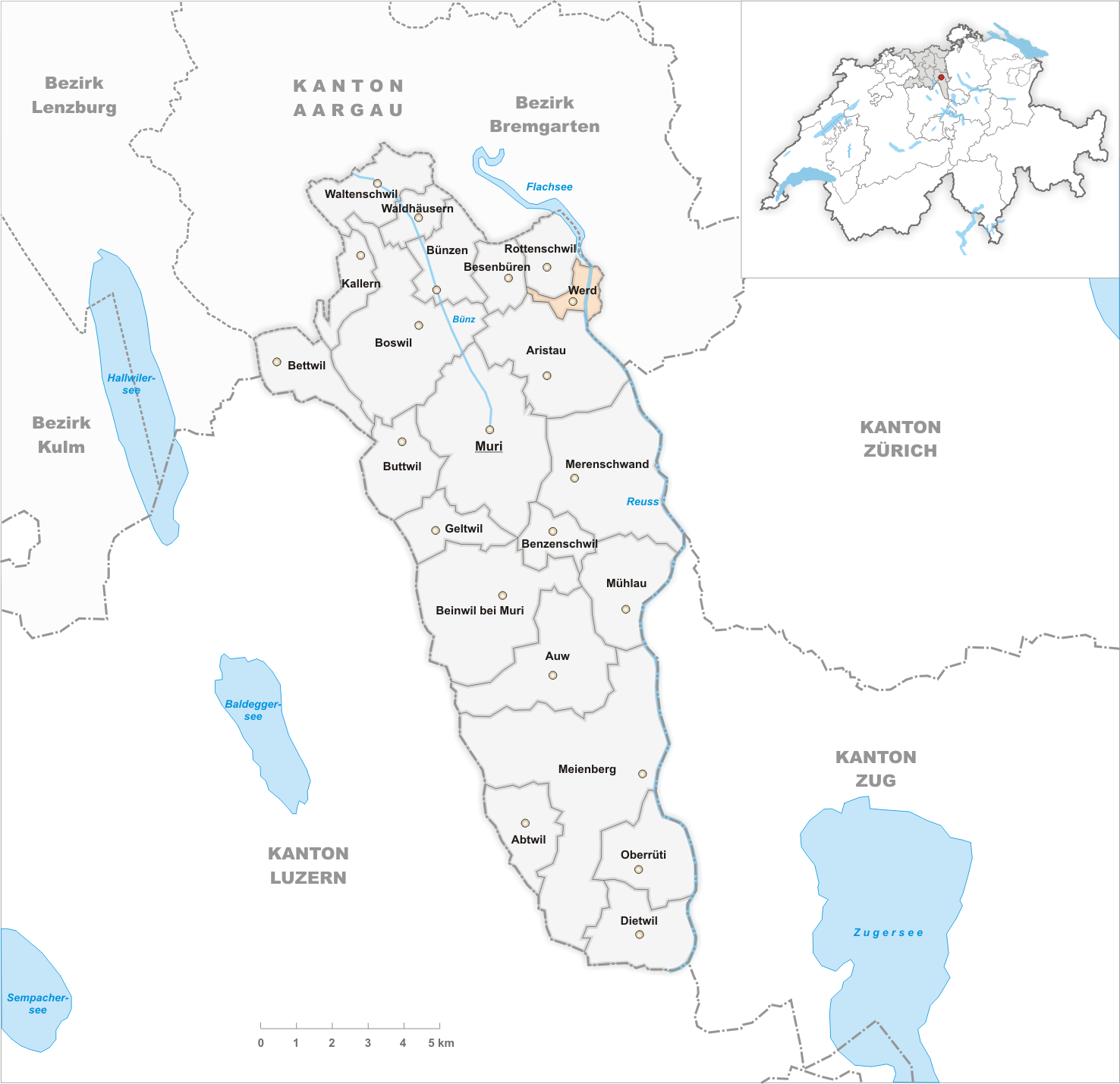
Il territorio del comune di Werd prima degli accorpamenti comunali del 1899

Già comune autonomo istituito nel 1803, nel 1899 è stato accorpato a quello di Rottenschwil.

## Società

### Evoluzione demografica
L'evoluzione demografica è riportata nella seguente tabella:
Abitanti censiti